# ناتسكي موغيكورا
ناتسكي موغيكورا (باليابانية: 麦倉 捺木) (22 مايو 1996 في طوكيو في اليابان – )؛ هو لاعب كرة قدم ياباني سابق كان يلعب كمدافع.

## وصلات خارجية
- ناتسكي موغيكورا على موقع رابطة كرة القدم اليابانية للمحترفين (اليابانية)
- ناتسكي موغيكورا على موقع قاعدة بيانات كرة القدم.إي يو (الإنجليزية)
- ناتسكي موغيكورا على موقع Soccerway.com (الإنجليزية)
- ناتسكي موغيكورا على موقع عالم كرة القدم.نت (الإنجليزية)